# NGC 1770
NGC 1770 је расејано звездано јато у сазвежђу Златна риба које се налази на NGC листи објеката дубоког неба.
Деклинација објекта је - 68° 25' 54" а ректасцензија 4h 57m 18,0s. Привидна величина (магнитуда) објекта NGC 1770 износи 12,8. NGC 1770 је још познат и под ознакама ESO 56-SC35.